# Die Echten
Die Echten (Eigenschreibweise DIE ECHTEN) ist ein österreichisches A-cappella-Quartett, das mit Mundart-Texten versehene Pop-Hits und Eigenkompositionen singt. Während auf den ersten Platten primär Coverversionen bekannter Popschlager mit wienerischen Texten zu hören waren, sind auf der CD Im Radio auch Eigenkompositionen zu hören.

## Bandgeschichte
Die Echten sind im Jahr 2000 durch die Spaltung der Gruppe Mainstreet entstanden. Nachdem sich Anfang 2005 Renate Reich von Die Echten getrennt hatte, um sich eigenen Projekten zu widmen, gehörten der Gruppe noch Stephan Gleixner, Alexander Wartha, Andy Woerz und Patricia Simpson an.
2005 wurden Die Echten zweimal für den Amadeus Austrian Music Award nominiert.
2006 ging die Gruppe mit dem Stück Gretes Hits auf Tournee. 2008 folgte das Programm „Die Echten retten die Welt“, das komplett aus Eigenkompositionen besteht. 2009 kam das Programm „Abschiedstour“ heraus.
Im Jahr 2009 verließen Patricia Simpson und Andy Woerz die Gruppe. Dafür kam Renate Reich wieder zurück. Als neuer dritter Mann kam Franz Alexander Langer zum Ensemble.
Im November 2009 steuerten Die Echten den Song Deine Stimme für das WWF Projekt „Earth Hour“ bei. Der Song wurde eigens von Die Echten komponiert und ist im Video mit dem Schauspieler Frank Hoffmann zu hören. Darüber hinaus erstellten Die Echten auch eine Radioversion des Songs.
Im Oktober 2010 brachten Die Echten ihr neues Programm "Tapetenwechsel" heraus.
Im Februar 2011 verließ Renate Reich die Gruppe aus persönlichen Gründen. Seit dem vervollständigt Christine Kisielewsky die Formation.
Im Sommer des Jahres waren Die Echten mit dem Programm "Summa Hitz" zu sehen.
2011 feierten Stephan Gleixner, Franz Alexander Langer, Christine Kisielewsky und Alexander Wartha das 11-jährige Bestehen der Gruppe.
Pünktlich zur Weihnachtszeit 2011 feierten Die Echten Premiere mit ihrem neuen Weihnachtsprogramm "Gans in weiß".
Im Februar 2012 wurde die Premiere des aktuellen Programms "Verhört" im Wiener Orpheum vom Publikum mit Standing Ovations belohnt.
Im Herbst initiierte Stephan Gleixner, der Gründer der Band, gemeinsam mit Rainhard Fendrich und 
Opus ein Benefizkonzert zugunsten der Opfer der Flutkatastrophe in Liezen, Österreich, bei dem auch Die Echten als Gastgeber 
auftraten. 2013 waren sie mit ihrem Programm Verhört im Rahmen der Hyundai Kabarett-Tage im ORF zu sehen.
Im Herbst 2013 erscheint das neue Programm "Hollywood".
2015 waren sie im ORF-Format Die große Chance der Chöre zu sehen und schafften es bis ins Finale.
Im Frühjahr 2016 feierten Die Echten mit ihrem Jubiläumsprogramm "Hardchor" ihr 15-jähriges Bestehen.
2017 waren Die Echten der musikalische Part des Comedy-Formats "Kabarettgipfel", welches im Hauptabendprogramm des ORF in zwei Teilen gesendet wurde.  Die Aufzeichnungen dafür fanden in der Wiener Stadthalle statt. Mit dabei waren Lukas Resetarits, Thomas Stipsits, Thomas Maurer, RaDeschnig, Clemens Maria Schreiner, Andreas Vitásek und Dieter Nuhr.

## Diskografie (Auswahl)
- 2002: Stimmflügerl & Rettungssingen
- 2004: Im Stimmbad
- 2005: Im Stimmbad (DVD)
- 2005: Im Radio
- 2005: X-Mäs-Späschl
- 2006: Gretes Hits
- 2008: Die Echten retten die Welt
- 2011: Tapetenwechsel LIVE
- 2012: Verhört LIVE